# هرقلية
الهرقلية (الاسم العلمي: Heracleum) هو جنس من النباتات يتبع فصيلة الخيمية من رتبة الخيميات.